# 2293 Guernica
2293 Guernica је астероид главног астероидног појаса чија средња удаљеност од Сунца износи 3,132 астрономских јединица (АЈ).
Апсолутна магнитуда астероида је 10,9.